# Heike Hohlbein
Heike Hohlbein (* 3. November 1954 in Neuss) ist eine deutsche Schriftstellerin.
1974 heiratete sie Wolfgang Hohlbein, mit dem sie sechs Kinder bekam, darunter Rebecca Hohlbein, die sich seit Ende der 1990er Jahre selbst einen Namen als Autorin gemacht hat.
Sie ist, wie ihr Mann, erfolgreich in den Genres Horror-, Science-Fiction- und Fantasyliteratur. Meist ist sie als Co-Autorin und Ideengeberin seiner Romane tätig. Laut Hohlbeins Angaben ist sie es, die das „zauberhafte Element“ in seinen Fantasy-Romanen hinzufüge.
Die Fernsehserie Der Greif (2023) von Amazon Prime Video basiert auf dem gleichnamigen Roman von Wolfgang und Heike Hohlbein aus dem Jahr 1989.

## Werke
(mit Wolfgang Hohlbein)

### Einzelromane
- Elfentanz. Carlsen, 1984, ISBN 3-551-36178-9
- Die Heldenmutter. Lübbe, 1985, ISBN 3-404-25267-5
- Kein Platz mehr im Hundehimmel. Ueberreuter, 1986 (2004), ISBN 3-8000-5111-7
- Midgard. Carlsen, 1987, ISBN 3-551-36373-0
- Drachenfeuer. Ueberreuter, 1988, ISBN 3-8000-2295-8
- Der Greif. Ueberreuter, 1989, ISBN 3-8000-2052-1
- Spiegelzeit. Heyne, Oktober 1991, ISBN 3-453-18925-6
- Unterland. Ueberreuter, 1992, ISBN 3-8000-2057-2
- Die Prophezeiung. Ueberreuter, 1993, ISBN 3-8000-5043-9
- Die Bedrohung. Heyne, 1994, ISBN 3-453-72061-X
- Dreizehn. Arena, 1995, ISBN 3-401-02897-9
- Schattenjagd. Heyne, 1996, ISBN 3-453-53005-5
- Katzenwinter. Ueberreuter, 1997, ISBN 3-8000-5069-2
- Teufelchen. Thienemann Verlag, 1997, ISBN 3-522-17297-3
- Krieg der Engel. Ueberreuter, 1999, ISBN 3-8000-5137-0
- Das Buch. Ueberreuter, August 2003, ISBN 3-8000-2997-9
- Silberhorn. Ueberreuter, Juli 2009, ISBN 3-8000-5448-5
- Die Schneekönigin. arsEdition, 2015, ISBN 3-8458-1202-8
- Laurin. Ueberreuter, 2016, ISBN 3-7641-7058-1

### Anders
- Die tote Stadt, Ueberreuter, 2004, ISBN 3-8000-5073-0
- Im dunklen Land, Ueberreuter, 2004, ISBN 3-8000-5087-0
- Der Thron von Tiernan, Ueberreuter, 2004, ISBN 3-8000-5088-9
- Der Gott der Elder, Ueberreuter, 2004, ISBN 3-8000-5089-7

### Die Legende von Camelot
- Gralszauber, Ueberreuter, 2000, ISBN 3-8000-2661-9
- Elbenschwert, Ueberreuter, 2001, ISBN 3-8000-2678-3
- Runenschild, Ueberreuter, 2002, ISBN 3-8000-2774-7
- Die Legende von Camelot Sonderausgabe (gesamte Trilogie), Ueberreuter, ISBN 3-8000-5166-4

### Drachenthal
- Die Entdeckung, Ueberreuter, 2002, ISBN 3-8000-2058-0
- Das Labyrinth, Ueberreuter, 2003, ISBN 3-8000-2077-7
- Die Zauberkugel, Ueberreuter, 2003, ISBN 3-8000-5032-3
- Das Spiegelkabinett, Ueberreuter, 2004, ISBN 3-8000-5042-0
- Die Rückkehr, Ueberreuter, 2007, ISBN 3-8000-5105-2

### Märchenmond
- Märchenmond, Ueberreuter, 1983, ISBN 3-8000-2891-3
- Märchenmonds Kinder, Ueberreuter, 1990, ISBN 3-8000-2889-1
- Märchenmonds Erben, Ueberreuter, 1998, ISBN 3-8000-2890-5
- Das Märchen von Märchenmond, Ueberreuter, 1999, ISBN 3-8000-2607-4
- Die Zauberin von Märchenmond, Ueberreuter, 2005, ISBN 3-8000-5175-3

### Norg
- Norg im verbotenen Land, Thienemann, 2002, ISBN 3-522-17493-3
- Norg im Tal des Ungeheuers, Thienemann, 2003, ISBN 3-522-17510-7